# گیلس د بیلده
گیلس د بیلده (به انگلیسی: Gilles De Bilde) بازیکن فوتبال اهل بلژیک و عضو تیم ملی فوتبال بلژیک است که در تاریخ ۱۶ نوامبر ۱۹۹۴ میلادی اولین بازی ملی‌اش را مقابل تیم ملی فوتبال مقدونیه انجام داد. او در ۲۵ بازی ملی حضور داشت و جمعاً ۱۱۹۲ دقیقه برای تیم ملی فوتبال بلژیک به میدان رفت. گیلس د بیلده آخرین بازی ملی خود را در تاریخ ۱۶ اوت ۲۰۰۰ میلادی در برابر تیم ملی فوتبال بلغارستان انجام داد. وی در بازی‌های ملی‌اش ۳ گل به ثمر رساند.